# Mi bemol mayor
La tonalidad de mi bemol mayor (Mi♭M en el sistema europeo o internacional; y E♭ el sistema anglosajón) es la que contiene los siete sonidos de la escala mayor de mi♭. Su armadura tiene tres bemoles: si, mi y la.
Su relativo menor es do menor, su tonalidad homónima es mi♭ menor, y sus tonalidades enarmónicas son re♯ mayor y fa mayor.
La escala de mi♭ mayor ascendente (de más grave a más agudo) : mi♭, fa, sol, la♭, si♭, do, re; y su acorde tríada de tónica: mi♭, sol, si♭.

## Características
Desde la popularización de la afinación por temperamento igual, no hay ninguna tonalidad que tenga un «carácter» propio porque todas las tonalidades mayores son una transposición del mismo modelo, y como consecuencia, los intervalos no cambian. Es decir, todas las tonalidades mayores suenan igual.
Hasta finales del siglo XIX, se afinaba con temperamentos distintos (o sea, cada tonalidad sonaba ligeramente distinta). Por lo tanto, cada tonalidad tenía asociada unas cualidades: Mi♭ mayor era la «tonalidad del amor, de la devoción y de la conversión íntima con Dios».
A la vez, también se puede asociar con música heroica y fiera porque Beethoven la usó para varias obras con ese carácter, como la Sinfonia Heroica o el Concierto para piano n.º 5 «Emperador».
Se utiliza en muchas obras cuando hay instrumentos transpositores en si♭ para que sea más fácil interpretarlas para estos instrumentos.

## Obras enmi♭mayor
Aunque se hicieran ciertas asociaciones con cada tonalidad, se han escrito obras de todo tipo en mi bemol mayor, por ejemplo:
- Obertura Solemne 1812 de Piotr Ilich Chaikovski
- Sinfonía n.º 4 «Romántica» de Anton Bruckner
- Concierto para saxofón y orquesta de cuerdas de Aleksandr Glazunov
- Concierto para piano n.º 5 de Ludwig Van Beethoven
- Sinfonía n.º 3 «Heroica» de Ludwig Van Beethoven
- Sínfonia n.º 3 de Robert Schumann
- Sínfonia n.º 3 de Antonín Dvořák
- Nocturno en mi bemol mayor, Op. 9, n.º 2 de Frédéric Chopin

## Otras Tonalidades
| Tonalidad   | 7 ♭       | 6 ♭        | 5 ♭       | 4 ♭       | 3 ♭       | 2 ♭       | 1 ♭      | 0        | 1 ♯       | 2 ♯      | 3 ♯       | 4 ♯       | 5 ♯        | 6 ♯       | 7 ♯       |
| Modo mayor: | do♭ mayor | sol♭ mayor | re♭ mayor | la♭ mayor | mi♭ mayor | si♭ mayor | fa mayor | do mayor | sol mayor | re mayor | la mayor  | mi mayor  | si mayor   | fa♯ mayor | do♯ mayor |
| Modo menor: | la♭ menor | mi♭ menor  | si♭ menor | fa menor  | do menor  | sol menor | re menor | la menor | mi menor  | si menor | fa♯ menor | do♯ menor | sol♯ menor | re♯ menor | la♯ menor |